# Donovan Pines
Donovan Cameron Pines (ur. 7 marca 1998 w Clarksville) – amerykański piłkarz występujący na pozycji środkowego obrońcy, reprezentant Stanów Zjednoczonych, od 2024 roku zawodnik angielskiego Barnsley.